# Decachorda mombasana
Decachorda mombasana är en fjärilsart som beskrevs av Stoneham 1962. Decachorda mombasana ingår i släktet Decachorda och familjen påfågelsspinnare. Inga underarter finns listade i Catalogue of Life.